# I. B třída Kraje Vysočina
I. B třída Kraje Vysočina tvoří společně s ostatními prvními B třídami sedmou nejvyšší fotbalovou soutěž v České republice. Je řízena Krajským fotbalovým svazem Vysočiny a rozdělena na skupiny A a B. Hraje se každý rok od léta do jara se zimní přestávkou, účastní se jí v obou skupinách 14 týmů z Kraje Vysočina, každý s každým hraje jednou na domácím hřišti a jednou na hřišti soupeře. Celkem se tedy hraje 26 kol. Vítězem se stává tým s nejvyšším počtem bodů v tabulce a postupuje do jedné ze skupin I. A třídy Kraje Vysočina. Poslední týmy sestupují do Okresních přeborů (II. tříd), řízených dle spádovosti:
- Okres Havlíčkův Brod – OFS Havlíčkův Brod
- Okres Jihlava – OFS Jihlava
- Okres Pelhřimov – OFS Pelhřimov
- Okres Třebíč – OFS Třebíč
- Okres Žďár nad Sázavou – OFS Žďár nad Sázavou

Zkratky: OFS – Okresní fotbalový svaz, MěFS – Městský fotbalový svaz

## Vítězové

### Vítězové I. B třídy – skupina A
| Ročník    | Vítězný tým                      |
| --------- | -------------------------------- |
| 2002/2003 | ...                              |
| 2003/2004 | TJ Sokol Herálec (HB)            |
| 2004/2005 | TJ Sokol Pohled                  |
| 2005/2006 | SK Kožlí                         |
| 2006/2007 | TJ Sokol Habry                   |
| 2007/2008 | TJ Sokol Štoky                   |
| 2008/2009 | FK Pelhřimov „B“                 |
| 2009/2010 | TJ Sokol Bedřichov               |
| 2010/2011 | TJ Sokol Habry                   |
| 2011/2012 | SK Buwol Metal Luka nad Jihlavou |
| 2012/2013 | TJ Start Nový Rychnov            |
| 2013/2014 | TJ Sokol Havlíčkova Borová       |
| 2014/2015 | FK Kovofiniš Ledeč nad Sázavou   |
| 2015/2016 | TJ Sokol Košetice                |
| 2016/2017 | TJ Sokol Mírovka                 |
| 2017/2018 | TJ Sokol Štoky                   |
| 2018/2019 | TJ Sokol Rozsochatec             |
| 2019/2020 | TJ Batelov (neúplný ročník)      |
| 2020/2021 | TJ Lípa (neúplný ročník)         |
| 2021/2022 | TJ Sokol Pohled                  |
| 2022/2023 | TJ Přibyslav                     |
| 2023/2024 |                                  |

### Vítězové I. B třídy – skupina B
| Ročník    | Vítězný tým                                |
| --------- | ------------------------------------------ |
| 2002/2003 | ...                                        |
| 2003/2004 | TJ Sokol Jemnice-Vratěnín                  |
| 2004/2005 | TJ Sokol Stonařov                          |
| 2005/2006 | SK Čáslavice                               |
| 2006/2007 | FC Velké Meziříčí „B“                      |
| 2007/2008 | TJ Sokol Budišov                           |
| 2008/2009 | FK Borovina-Opatov                         |
| 2009/2010 | FC Čáslavice-Sádek                         |
| 2010/2011 | FK Železárny Štěpánov nad Svratkou         |
| 2011/2012 | SFK Vrchovina Nové Město na Moravě „B“     |
| 2012/2013 | TJ Sokol Hrotovice                         |
| 2013/2014 | TJ Vladislav                               |
| 2014/2015 | SK Telč                                    |
| 2015/2016 | TJ Sokol Šebkovice                         |
| 2016/2017 | FC Náměšť nad Oslavou-Vícenice             |
| 2017/2018 | FC Rapotice                                |
| 2018/2019 | TJ Jiskra Měřín                            |
| 2019/2020 | SK Fotbalová škola Třebíč (neúplný ročník) |
| 2020/2021 | TJ Nedvědice (neúplný ročník)              |
| 2021/2022 | SK Fotbalová škola Třebíč                  |
| 2022/2023 | TJ Bory                                    |
| 2023/2024 |                                            |